# Web Application Description Language
Web Application Description Language – bazujący na XML-u standard opisu aplikacji internetowych opartych na transmisji poprzez protokół HTTP, który jest łatwo odczytywalny przez maszyny. Zazwyczaj opisuje aplikacje napisane w zgodzie ze standardem REST.
Celem WADL jest ułatwienie integracji aplikacji internetowych opartych na rozproszonych protokołach transmisji danych. Ułatwia on automatyczne tworzenie i konfigurowanie usług, dostarczając opisu aplikacji, który w innym przypadku powinien być ręcznie "odkryty" i opisany. WADL można traktować jako odpowiednik standardu WSDL (Web Services Description Language) w wersji 1.1. Wersja 2.0 umożliwia już opisywanie aplikacji REST-owych, stąd stanowi zamiennik standardu WSDL.